# 1559 год
1559 (ты́сяча пятьсо́т пятьдеся́т девя́тый) год  по юлианскому календарю — невисокосный год, начинающийся в воскресенье. Это 1559 год нашей эры, 9‑й год 6‑го десятилетия XVI века 2‑го тысячелетия, 10‑й год 1550‑х годов. Он закончился 466 лет назад.
| Пн | Вт | Ср | Чт | Пт | Сб | Вс |
|    |    |    |    |    |    | 1  |
| 2  | 3  | 4  | 5  | 6  | 7  | 8  |
| 9  | 10 | 11 | 12 | 13 | 14 | 15 |
| 16 | 17 | 18 | 19 | 20 | 21 | 22 |
| 23 | 24 | 25 | 26 | 27 | 28 | 29 |
| 30 | 31 |    |    |    |    |    |

| Пн | Вт | Ср | Чт | Пт | Сб | Вс |
|    |    | 1  | 2  | 3  | 4  | 5  |
| 6  | 7  | 8  | 9  | 10 | 11 | 12 |
| 13 | 14 | 15 | 16 | 17 | 18 | 19 |
| 20 | 21 | 22 | 23 | 24 | 25 | 26 |
| 27 | 28 |    |    |    |    |    |

| Пн | Вт | Ср | Чт | Пт | Сб | Вс |
|    |    | 1  | 2  | 3  | 4  | 5  |
| 6  | 7  | 8  | 9  | 10 | 11 | 12 |
| 13 | 14 | 15 | 16 | 17 | 18 | 19 |
| 20 | 21 | 22 | 23 | 24 | 25 | 26 |
| 27 | 28 | 29 | 30 | 31 |    |    |

| Пн | Вт | Ср | Чт | Пт | Сб | Вс |
|    |    |    |    |    | 1  | 2  |
| 3  | 4  | 5  | 6  | 7  | 8  | 9  |
| 10 | 11 | 12 | 13 | 14 | 15 | 16 |
| 17 | 18 | 19 | 20 | 21 | 22 | 23 |
| 24 | 25 | 26 | 27 | 28 | 29 | 30 |

| Пн | Вт | Ср | Чт | Пт | Сб | Вс |
| 1  | 2  | 3  | 4  | 5  | 6  | 7  |
| 8  | 9  | 10 | 11 | 12 | 13 | 14 |
| 15 | 16 | 17 | 18 | 19 | 20 | 21 |
| 22 | 23 | 24 | 25 | 26 | 27 | 28 |
| 29 | 30 | 31 |    |    |    |    |

| Пн | Вт | Ср | Чт | Пт | Сб | Вс |
|    |    |    | 1  | 2  | 3  | 4  |
| 5  | 6  | 7  | 8  | 9  | 10 | 11 |
| 12 | 13 | 14 | 15 | 16 | 17 | 18 |
| 19 | 20 | 21 | 22 | 23 | 24 | 25 |
| 26 | 27 | 28 | 29 | 30 |    |    |

| Пн | Вт | Ср | Чт | Пт | Сб | Вс |
|    |    |    |    |    | 1  | 2  |
| 3  | 4  | 5  | 6  | 7  | 8  | 9  |
| 10 | 11 | 12 | 13 | 14 | 15 | 16 |
| 17 | 18 | 19 | 20 | 21 | 22 | 23 |
| 24 | 25 | 26 | 27 | 28 | 29 | 30 |
| 31 |    |    |    |    |    |    |

| Пн | Вт | Ср | Чт | Пт | Сб | Вс |
|    | 1  | 2  | 3  | 4  | 5  | 6  |
| 7  | 8  | 9  | 10 | 11 | 12 | 13 |
| 14 | 15 | 16 | 17 | 18 | 19 | 20 |
| 21 | 22 | 23 | 24 | 25 | 26 | 27 |
| 28 | 29 | 30 | 31 |    |    |    |

| Пн | Вт | Ср | Чт | Пт | Сб | Вс |
|    |    |    |    | 1  | 2  | 3  |
| 4  | 5  | 6  | 7  | 8  | 9  | 10 |
| 11 | 12 | 13 | 14 | 15 | 16 | 17 |
| 18 | 19 | 20 | 21 | 22 | 23 | 24 |
| 25 | 26 | 27 | 28 | 29 | 30 |    |

| Пн | Вт | Ср | Чт | Пт | Сб | Вс |
|    |    |    |    |    |    | 1  |
| 2  | 3  | 4  | 5  | 6  | 7  | 8  |
| 9  | 10 | 11 | 12 | 13 | 14 | 15 |
| 16 | 17 | 18 | 19 | 20 | 21 | 22 |
| 23 | 24 | 25 | 26 | 27 | 28 | 29 |
| 30 | 31 |    |    |    |    |    |

| Пн | Вт | Ср | Чт | Пт | Сб | Вс |
|    |    | 1  | 2  | 3  | 4  | 5  |
| 6  | 7  | 8  | 9  | 10 | 11 | 12 |
| 13 | 14 | 15 | 16 | 17 | 18 | 19 |
| 20 | 21 | 22 | 23 | 24 | 25 | 26 |
| 27 | 28 | 29 | 30 |    |    |    |

| Пн | Вт | Ср | Чт | Пт | Сб | Вс |
|    |    |    |    | 1  | 2  | 3  |
| 4  | 5  | 6  | 7  | 8  | 9  | 10 |
| 11 | 12 | 13 | 14 | 15 | 16 | 17 |
| 18 | 19 | 20 | 21 | 22 | 23 | 24 |
| 25 | 26 | 27 | 28 | 29 | 30 | 31 |

## События
- 1493—1593 — Столетняя хорватско-османская война. Серия вооружённых конфликтов между Королевством Хорватия и Османской империей[1].
- 1507—1622 — Португало-персидская война. Ряд вооружённых конфликтов между колониалистской Португалией и вассальным Ормузом, с одной стороны, и Сефевидской империей, поддерживаемой англичанами, с другой[2].
- 1511—1641 — Малайско-португальская война. Вооружённый конфликт XVI-XVII веков, в котором Малаккский султанат при поддержке империи Мин, Голландской Ост-Индской компании (с 1607) и Джохора безуспешно сопротивлялся Португальской империи, стремившейся захватить Малакку и установить контроль над торговлей между Индией и Китаем[3].
- 1545—1563 — Тридентский собор католической церкви. Утвердил догматы о первородном грехе, чистилище. Один из важнейших соборов в истории Католической церкви. Собрался, чтобы дать ответ движению Реформации. Считается отправной точкой Контрреформации[4].
- 1551—1562 — Австро—турецкая война[5].

- 1551—1559 — закончилась Итальянская война[6].
  - 13 апреля — подписан Като-Камбрезийский мир, завершивший Итальянские войны 1494—1559 годов. Франция получает Кале, Туль, Мец, Верден, Салуццо. За Испанией признаны Миланское герцогство, Королевство обеих Сицилий и Сардиния. Графу Савойскому возвращена большая часть Пьемонта, герцог Мантуи получил маркграфство Монферрат. Графство Савойя вновь становится герцогством.
- 1553—1559 — Французское завоевание Корсики[7].
  - 3 апреля — по условиям Като-Камбрезийского мира французы покинули Корсику[7].
- 1556—1561 — к империи Моголов присоединены Мультан, Лахор, Канаудж, Аллахабад, Джаунпур.
- 1557—1559 — закончилась Англо-французская война[8].
- 1558—1566 — Португало-турецкая война[9].

- Январь — Ливония обратилась к Швеции, предложив заложить ряд ливонских городов и земель в обеспечении военного займа для ведения русско-ливонской войны, но получила отказ[10].
- Май — архиепископ рижский Вильгельм объявил о готовности передать свои владения под власть Польши в обмен на военную помощь в противостоянии с Русским государством[10].
- 29 мая — Мятеж шехзаде Баязида. Междоусобная битва под Коньей, в ходе которой поднявший бунт против своего отца османского султана Сулеймана Кануни шехзаде Баязид потерпел поражение от шехзаде Селима[11].
- 2 июня — завоевание республики Дитмаршена датским королем Фридрихом II, совместно с герцогами Шлезвига и Гольштейна Иоанном и Адольфом. Три завоевателя разделили между собой землю республики.
- 31 августа — в обмен на защиту и "протекцию" Сигизмунда II Августа, Ливонский орден подписал 1—е Виленское соглашение (2-е в 1561 году), по которому Орден терял часть земель. Польско-литовские войска вошли в южные и юго-западные земли Ордена[10].
- Сентябрь — остров Эзель (сов. Сааремаа) был передан датскому герцогу Магнусу (датские войска высадились в 1560 году)[10].
- Ревельский лев. Пушка работы литейщика Карстена Миддельдорпа (Karsten Middeldorp) из Любека, изготовленная для Ревеля, по заказу магистрата, во время Ливонской войны и находящаяся в петербургском Военно-историческом музее артиллерии[12].

### Без точных дат
- Захват португальцами Дамана (Индия).
- В Западную Европу попал тюльпан, в Аугсбург от германского посла при турецком дворе.
- Сигизмунд II Август начал реформу лесов в ВКЛ[13].

### Англия
- 15 января — королева Англии Елизавета I коронована в Вестминстере.
- Мария и Франциск приняли титул королей Англии. Елизавета усилила помощь шотландским кальвинистам.

### Франция
- 1559—1560 — волнения во Франции. Восстания гугенотов в южных городах.
- 10 июля — Генрих II был смертельно ранен на рыцарском турнире.
- Французский посланник при испанском дворе Жан Нико (отсюда — «никотин») отправил семена табака во Францию.

## Русское государство
Царствование: 1533—1584 — Иван IV Васильевич Грозный
- 1558 — 1583 — Ливонская война[10]. 
  - Начало года — поход русских войск на Ригу и разорение Ливонии.
  - 17 января — ливонскую границу перешла русская армия князя Микулинского. Разгром ливонского войска в битве при Тирзене[14].
  - Конец марта — начало апреля — Иван Грозный в Москве, при посредничестве датского короля Фредерика II заключает с Ливонским орденом перемирие на период с мая по ноябрь. За это время ситуация в Прибалтике кардинально меняется: орден перестаёт сосуществовать. Присоединяются: Лифляндия — к ВКЛ, Эстляндия — к Швеции, Курляндия — к Польше, остров Эзель (сов. Сарема) оккупирует Дания. Ливонская война превращается в войну России против Польско-Литовского государства и Швеции[15].
  - На переговорах в Москве, Дания ведёт тайные переговоры о разделе Ливонии, между ней и Русским государством[10].
  - Перемирие правительства Адашева с Ливонией.
  - 31 августа — Виленский договор. Договор, заключённый между Ливонским орденом и Великим княжеством Литовским[16].
- Весна — Боярская дума принимает решение о разрядах "по крымским вестям"[17].
  - Март — русские полки выдвигаются на рубеж Оки для охраны от набегов Крымского ханства[18].
  - Лето — Воротынский Михаил Иванович определил места дислокации главной русской армии в "Диком поле" и возможной ставки Ивана Грозного в предполагавшемся уникальном царском походе для отражения угрозы со стороны хана, а возможно, и для более активных военных действий против Крымского ханства[19].
- Октябрь — Иван Грозный вместе с супругой и детьми Иваном и Фёдором отправляются в Можайск на богомолье и на охоту, но из-за распутицы задерживаются там до конца ноября[15].
  - Октябрь — заболевает супруга царя — Анастасия Романовна[15].
  - 1 декабря — царская семья возвращается в Москву. По царскому указанию из Дерпта приглашена некая Екатерина Шиллинг для лечения царицы[15].
- На театре военных действий ливонской войны 1558-1583 годов, впервые состоялся поход русских войск во главе с Даниилом Адашевым на Крымское ханство, разорение его западной части и благополучное возвращение назад. Будучи 1-м воеводой Большого полка спустился по р. Днепр от Кременчуга, вышел в Чёрное море, захватил два турецких корабля, затем высадился на западном берегу п-ва Крым, где разбил татарские отряды. Там же захватил обоз литовского посольства с секретными документами, свидетельствовавшими о тайных анти русских переговорах между Сигизмундом II Августом и крымским ханом Девлет I Гиреем[20][21].
- Апрель — Вишневецкий Дмитрий Иванович разбил татар вблизи Азова[22].
  - Лето — Вишневецкий Д.И. безуспешно атаковал Азов, разорил окрестности города, турецкие и ногайские земли на северном побережье Азовского моря[22].
  - Не позднее августа — Вишневецкий Д.И. совершил нападение на Керчь[22].
- В Москву прибыло первое посольство из Средней Азии.
- Посольство Дании в Москве[23].
- Приказу Большого прихода поручено собирать также таможенные пошлины[24].
- Пожалованы окольничеством: Адашев Даниил Фёдорович[21], Умлычев-Умный Фёдор Иванович, Сицкий Василий Андреевич, Юрьев Никита Романович, Яковля Василий Петрович[25].
- Пожалованы боярством: Бельский Иван Дмитриевич (ум. 1571), Шереметев Иван Васильевич Меньшой (ум. 1570), Яковля Семён Васильевич (ум. 1569), Вороной-Волынский Михаил Иванович (ум. 1567), Булгаков Пётр Андреевич (ум. 1575), Репнин Михаил Петрович (ум. 1561), Чеботов Иван Яковлевич (ум. 1566)[25].
- Иван Грозный делает вклад в Кирилло-Белозерский монастырь треть Чюравского еза[26].

### Города и поселения
- 1555—1561 — в Москве на Красной площади строится храм Василия Блаженного[27].

### Руководители приказов
| Года      | Приказ           | Ф,И,О главы                | Примечания |
| --------- | ---------------- | -------------------------- | ---------- |
| 1549-1561 | Посольского дела | Висковатов Иван Михайлович |            |
|           |                  |                            |            |
|           |                  |                            |            |

## Начало правления
См. также: Список глав государств в 1559 году
- 1559—1588 — Король Дании и Норвегии Фредерик II[28].
- 1559—1560 — Король Франции Франциск II.
- 1559—1565 — Папа римский Пий IV (1499—1565).

## Наука
- Дворянин Сан Виван де ля Саль впервые поместил драгоценную «огненную воду» в бочку, сделанную из чёрного дуба, в изобилии росшего вокруг его гасконского поместья. Результат настолько восхитил его, что он решил назвать благословенный напиток по имени местности, где был выращен виноград — Арманьяк.
- Публикация первого Индекса запрещённых книг.

## Родились

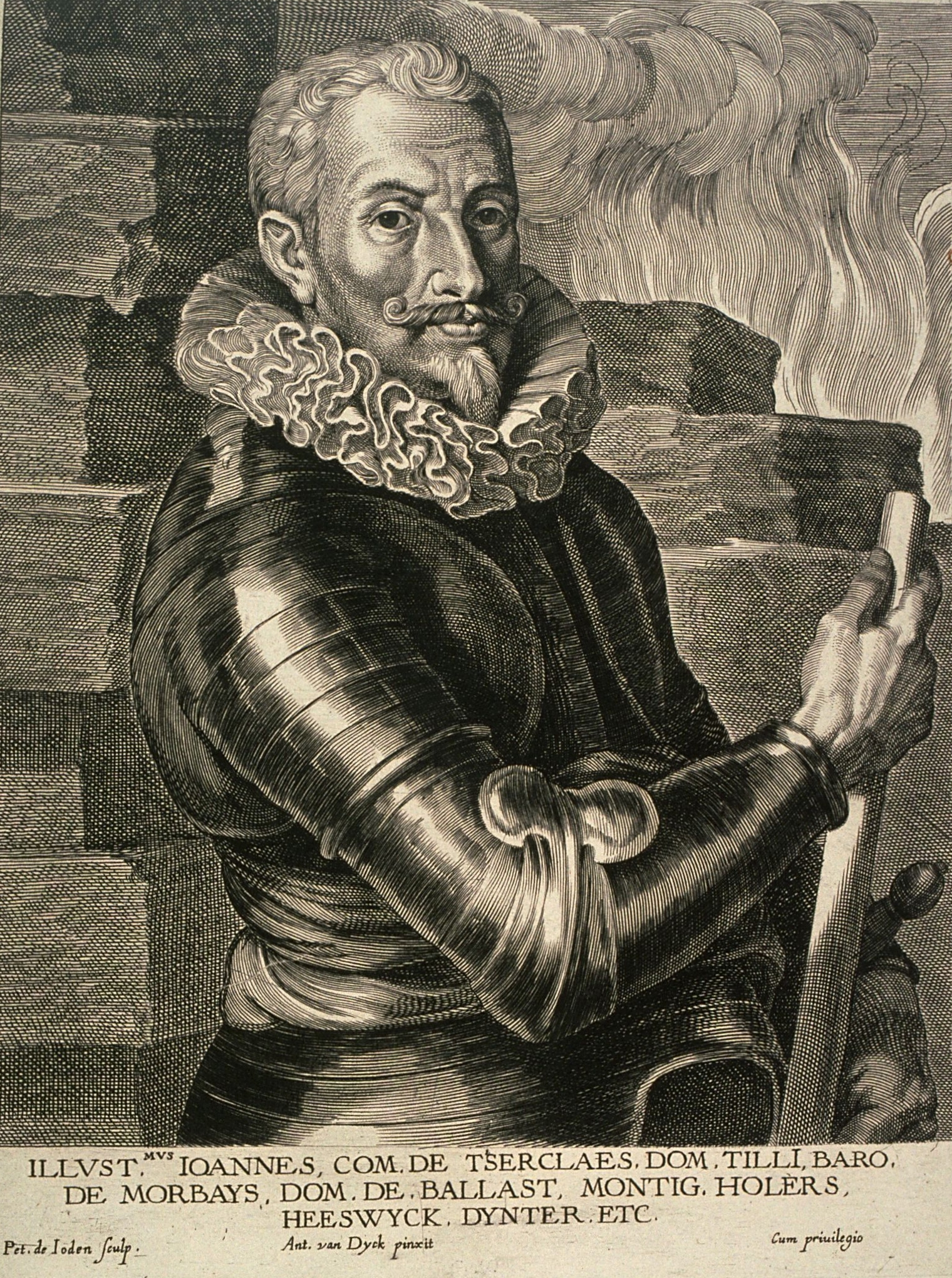
Изображение Иоганна Церкласа Тилли

См. также: Категория:Родившиеся в 1559 году
- 13 ноября — Альбрехт VII Австрийский, штатгальтер Испанских Нидерландов с 1595 года, соправитель Испанских Нидерландов с 1598 года (ум. 1621).
- Айсиньгиоро Нурхаци — основатель маньчжурской империи, названной по её династии 'Да Цзинь' — 'Великая Золотая'.
- Казобон, Исаак де — швейцарский филолог, работал также во Франции и Англии.
- Лаврентий Бриндизийский — итальянский теолог, учитель церкви[29][30]. Включён в число святых Католической церкви.
- Тилли, Иоганн Церклас — фельдмаршал, знаменитый полководец Тридцатилетней войны, одержавший ряд важных побед.
- Чапмен, Джордж — английский поэт, драматург и переводчик. Его переводы Гомера («Илиада», 1598—1611; «Одиссея», 1616; «Батрахомиомахия») вошли в историю англоязычной поэзии как канонические.
- Меса, Кристобаль де — испанский поэт, переводчик.

## Скончались

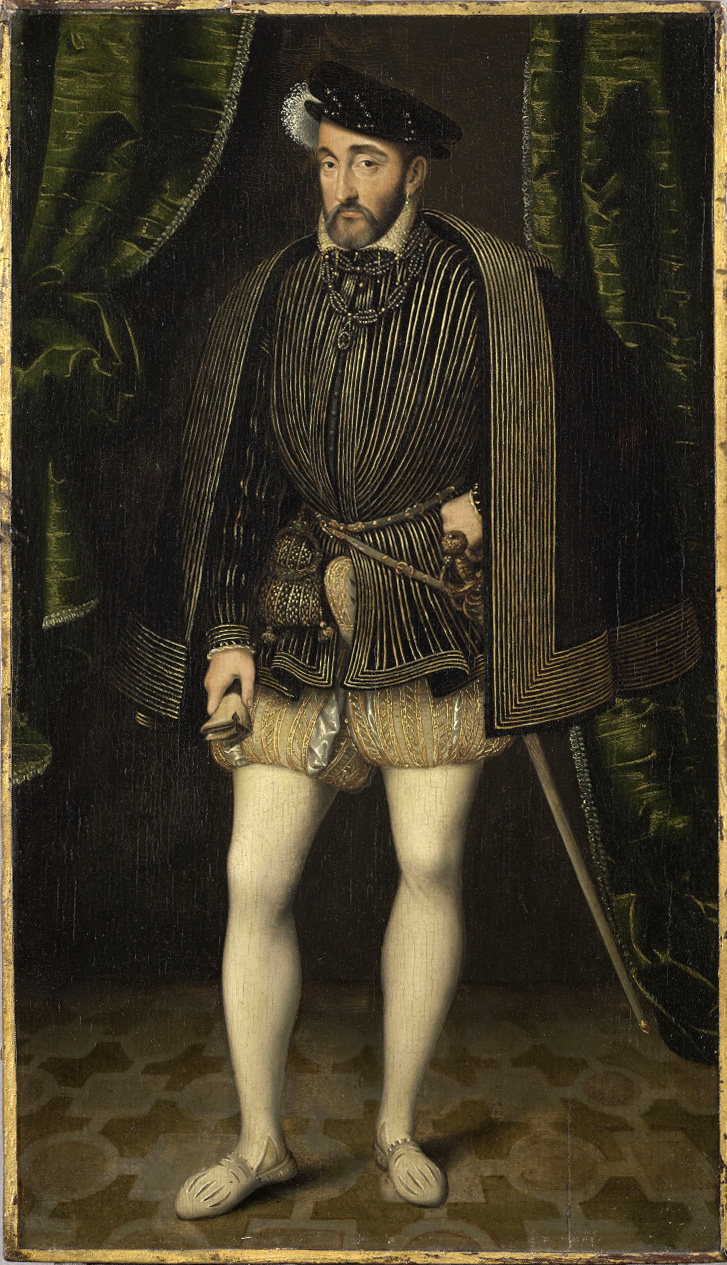
Изображение короля Франции Генриха II

См. также: Категория:Умершие в 1559 году
- 1 января — Кристиан III, король Дании и Норвегии.
- 10 июля — Генрих II, король Франции.
- 18 августа — Павел IV, Папа Римский.
- Кабеса де Вака, Альвар Нуньес — испанский конкистадор, исследователь Нового Света, парагвайский губернатор.
- Кристиан II — король Дании и Норвегии с 1513 по 1523 годы, король Швеции с 1520 по 1521 годы, из династии Ольденбургов. Сын короля Иоганна и Кристины Саксонской (1461—1521).
- Кристиан III — король Дании с 29 июля 1536 года (провозглашён королём в изгнании 19 августа 1535) и Норвегии с 1 апреля 1537 года. Старший сын датского короля Фредерика I и его первой супруги Анны Бранденбургской. Провёл лютеранскую реформу (1536) и, установив прочные связи церкви и короны, заложил основы абсолютизма датской монархии XVII века.
- Павел IV — папа римский с 23 мая 1555 по 18 августа 1559.
- Бейхан Султан — дочь Османского Султана Селима Грозного и Хафсы Султан.
- Глинский Михаил Васильевич — русский государственный военный деятель, наместник и боярин (начала 1547)[31].